# Purpose (álbum de Justin Bieber)
Purpose é o quarto álbum de estúdio do cantor canadense Justin Bieber, lançado em 13 de novembro de 2015 através da Def Jam Recordings e School Boy Records. O projeto contém colaborações com Big Sean, Travis Scott, Halsey, Skrillex, Diplo e Ariana Grande. A edição deluxe foi lançada simultaneamente no mesmo dia e conta com uma colaboração adicional com Nas. A produção foi realizada pelo próprio Bieber, Skrillex e Diplo de Jack Ü, BloodPop, Benny Blanco, The Audibles, Soundz, Mike Dean, Ian Kirkpatrick, Andre Harris, entre outros. Bieber disse que o álbum foi totalmente inspirado no álbum Fortune  de Chris Brown 
No início de 2015, Bieber colaborou com Skrillex e Diplo no sucesso "Where Are Ü Now", de seu álbum de estreia como Jack Ü, Skrillex and Diplo Present Jack Ü; a canção também aparece em Purpose. Bieber então encontrou o que se tornaria sua direção sonora e trabalhou com Skrillex em múltiplas canções. Purpose foi descrito como uma mistura de EDM e dance-pop, com influências de tropical house em algumas faixas e instrumentos ao vivo, como guitarras acústicas, em outras, com auxílio de seu colega e colaborador frequente, Poo Bear.
Purpose estreou no topo da Billboard 200, vendendo 649.000 cópias na primeira semana, tornando-se a maior semana de vendas da carreira do cantor, bem como seu sexto álbum número um nos Estados Unidos. Nas demais regiões, o álbum alcançou a primeira posição em outros onze países. O álbum foi promovido por quatro singles: "What Do You Mean?", "Sorry", "Love Yourself" e "Company". Todos os três primeiros alcançaram o topo das tabelas Canadian Hot 100, Billboard Hot 100 e UK Singles Chart. O álbum esteve entre os álbuns mais vendidos de 2015 e 2016. Purpose é um álbum pop, R&B, soul e EDM. O álbum foi desenvolvido após o lançamento de sua coletânea, Journals (2013), que o viu se mover musicalmente em uma direção mais R&B.
Purpose foi indicado ao prêmio de Álbum do Ano e Melhor Álbum Vocal de Pop no Grammy Awards de 2017. "Love Yourself" foi indicada aos prêmios de Canção do Ano e Melhor Performance Solo de Pop. O álbum venceu o prêmio de Álbum de Pop/Rock favorito no American Music Awards. Para promover o álbum, Bieber fez várias entrevistas e apresentações, bem como lançou vídeos de dança para todas as faixas do álbum em um projeto intitulado Purpose: The Movement. Além disso, Bieber embarcou na Purpose World Tour em 2016, que foi sua primeira turnê realizada em grandes estádios mundialmente. Desde então, o álbum recebeu o certificado de platina sêxtupla pela Recording Industry Association of America (RIAA).

## Antecedentes
Enquanto promovia seu terceiro álbum de estúdio, Believe (2012), com a Believe Tour ao longo de 2012 e 2013, Bieber começou a gravar músicas durante a turnê e confirmou em janeiro de 2013 que estava escrevendo para um novo álbum. Cinco meses depois, ele confirmou um novo álbum para 2013, com seu empresário anunciando que eles pensariam fora da caixa e lançariam um tipo diferente de álbum. Em outubro de 2013, Bieber iniciou o projeto "Music Mondays", uma campanha de download digital de dez semanas em que uma nova música era lançada toda segunda-feira à noite. Após a conclusão do projeto, em dezembro de 2013, Bieber lançou as dez músicas da campanha junto com novas faixas em uma coletânea chamada Journals. Pouco depois, em janeiro de 2014, o produtor musical Douglas Romanow anunciou que Bieber estava gravando novas músicas com ele. No mesmo mês, Jason "Poo Bear" Boyd, que já trabalhou na maioria das músicas do Journals, começou a gravar pesadamente com o cantor também. No mês seguinte, o cantor confirmou que estava gravando novas músicas. Em março de 2014, ele postou em seu Instagram uma prévia de uma música chamada "Life Is Worth Living", enquanto em abril, ele prometeu em seu Twitter sobre sua nova música e que seria a "melhor" que ele já tinha feito, enquanto trabalhava no estúdio de gravação do álbum.

## Singles
Em 29 de julho de 2015, Bieber anunciou que o primeiro single do álbum, "What Do You Mean?" seria lançado em 28 de agosto de 2015. Após o seu lançamento, o single se tornou o primeiro número um de Bieber no gráfico da Billboard Hot 100 nos Estados Unidos, ocupando o posto, que até então era de The Weeknd com "Can't Feel My Face", por uma semana. 
"Sorry" foi anunciada como segundo single em 16 de outubro de 2015, sendo lançada seis dias depois, através de um vídeo dance, parte de um projeto intitulado Purpose: The Movement. Foi produzida por Skrillex com a colaboração do futuro DJ e produtor Blood Pop. É uma canção dance-pop uptempo que trata de um relacionamento conturbado, com Bieber pedindo perdão.

## Promoção
Bieber fez a primeira performance televisionada de "What Do You Mean?" durante os MTV Video Music Awards de 2015, feito em 30 de agosto daquele ano. Uma série de outras performances foram televisionadas, incluindo as no The X Factor, The Today Show, The Tonight Show Starring Jimmy Fallon e no Think it Up de 2015. Em 16 de outubro de 2015, Purpose foi disponibilizado para pré-encomenda. Uma versão remixada de "What Do You Mean?" com vocais adicionais de Ariana Grande será disponibilizada para aqueles que pré-encomendarem o álbum no iTunes.
Purpose foi inicialmente proibido em vários países do Oriente Médio devido às referências ao Cristianismo, como a proeminente tatuagem de cruz de Bieber e sua postura rezando, que foram consideradas como "muito provocativas". Uma capa alternativa foi criada para esses países, retratando Bieber no topo de um penhasco, com vista para a costa.

## Lista de faixas
| Purpose – Edição padrão |                                                 |                                                                                           |                                      |         |  |
| N.º                     | Título                                          | Compositor(es)                                                                            | Produtor(es)                         | Duração |  |
| 1.                      | "Mark My Words"                                 | Justin Bieber Michael Tucker Jason Boyd Rodney Jerkins James Abrahart Fredrik Halland     | BloodPop                             | 2:14    |  |
| 2.                      | "I'll Show You"                                 | Bieber Tucker Sonny Moore Theron Feemster Joshua Gudwin                                   | BloodPop Skrillex                    | 3:19    |  |
| 3.                      | "What Do You Mean?"                             | Bieber Boyd Mason Levy                                                                    | MdL Bieber                           | 3:27    |  |
| 4.                      | "Sorry"                                         | Bieber Tucker Moore Justin Tranter Julia Michaels                                         | Skrillex BloodPop                    | 3:20    |  |
| 5.                      | "Love Yourself"                                 | Bieber Benjamin Levin Ed Sheeran                                                          | Benny Blanco                         | 3:53    |  |
| 6.                      | "Company"                                       | Bieber Andreas Schuller James Wong Leroy Clampitt Boyd Abrahart Thomas Troelsen           | Axident Gladius Big Taste Poo Bear   | 3:28    |  |
| 7.                      | "No Pressure" (com part. de Big Sean)           | Bieber Sean Anderson Dominic Jordan Jimmy Giannos Boyd                                    | The Audibles Poo Bear                | 4:46    |  |
| 8.                      | "No Sense" (com part. de Travis Scott)          | Bieber Jacques Webster II Kenneth Coby Michael Dean Boyd                                  | Soundz Dean                          | 4:35    |  |
| 9.                      | "The Feeling" (com part. de Halsey)             | Bieber Ashley Frangipane Moore Ian Kirkpatrick Sarah Hudson Michaels Clarence Coffee, Jr. | Skrillex Kirkpatrick                 | 4:04    |  |
| 10.                     | "Life Is Worth Living"                          | Bieber Boyd Mark Jackson                                                                  | The Mogul Bieber                     | 3:54    |  |
| 11.                     | "Where Are Ü Now" (com Skrillex e Diplo)        | Bieber Moore Thomas Pentz Boyd Jordan Ware Karl Rubin Brutus                              | Skrillex Diplo                       | 4:02    |  |
| 12.                     | "Children"                                      | Bieber Boyd Tucker Moore Brandon Green Nico Hartikainen                                   | BloodPop Skrillex Maejor Hartikainen | 3:43    |  |
| 13.                     | "Purpose"                                       | Bieber Boyd Stephen Philibin Jeremy Snyder Scott Braun Eben Wares                         | Poo Bear Steve James Snyder          | 3:30    |  |
| 14.                     | "What Do You Mean?" (Remix) (com Ariana Grande) | Bieber Grande Boyd Levy                                                                   | MdL Bieber                           | 3:24    |  |
| Duração total:          | Duração total:                                  | Duração total:                                                                            | Duração total:                       | 51:37   |  |

| Purpose – Edição do Spotify (faixa bônus) |                                       |                  |                |         |  |
| N.º                                       | Título                                | Compositor(es)   | Produtor(es)   | Duração |  |
| 14.                                       | "What Do You Mean?" (Versão acústica) | Bieber Boyd Levy | MdL Bieber     | 3:24    |  |
| Duração total:                            | Duração total:                        | Duração total:   | Duração total: | 51:23   |  |

| Purpose – Edição deluxe (faixas bônus) |                             |                                                                    |                                 |         |  |
| N.º                                    | Título                      | Compositor(es)                                                     | Produtor(es)                    | Duração |  |
| 14.                                    | "Been You"                  | Bieber Boyd Josh Abraham Oliver Goldstein Green Saul Vasquez       | Abraham Oligee Maejor A.C.      | 3:19    |  |
| 15.                                    | "Get Used to It"            | Bieber Boyd Abraham Hartikainen Green Vasquez Gudwin Ely Weisfield | Abraham Hartikainen Maejor A.C. | 3:58    |  |
| 16.                                    | "We Are" (com part. de Nas) | Bieber Nasir Jones Andre Harris Boyd Donovan Knight                | Harris Poo Bear DK The Punisher | 3:22    |  |
| 17.                                    | "Trust"                     | Bieber Boyd Jackson                                                | The Mogul DJ Tay James          | 3:23    |  |
| 18.                                    | "All in It"                 | Bieber Boyd Jackson LevyGudwin                                     | The Mogul MdL Gudwin            | 3:51    |  |
| Duração total:                         | Duração total:              | Duração total:                                                     | Duração total:                  | 66:06   |  |

| Purpose – Edição do Walmart (faixas bônus) |                  |                                                             |                    |         |  |
| N.º                                        | Título           | Compositor(es)                                              | Produtor(es)       | Duração |  |
| 19.                                        | "Hit the Ground" | Bieber Moore Andrew Wotman Louis Bell Brian Lee Boyd Tucker | Skrillex Watt Bell | 3:48    |  |
| 20.                                        | "The Most"       | Bieber Boyd Wallace Joseph Ware Brutus                      | Ware Brutus        | 3:20    |  |
| Duração total:                             | Duração total:   | Duração total:                                              | Duração total:     | 73:14   |  |

| Purpose – Edição japonesa (faixas bônus) |                                   |                                                   |                |         |  |
| N.º                                      | Título                            | Compositor(es)                                    | Produtor(es)   | Duração |  |
| 21.                                      | "Home to Mama" (com Cody Simpson) | Bieber Simpson Wotman Sam Hook Tom Strahle Gudwin | Strahle Gudwin | 3:23    |  |
| 22.                                      | "What Do You Mean?" (videoclipe)  | Bieber Boyd Levy                                  | MdL Bieber     | 4:58    |  |
| 23.                                      | "What Do You Mean?" (lyric video) | MdL Bieber                                        | MdL Bieber     | 3:26    |  |
| Duração total:                           | Duração total:                    | Duração total:                                    | Duração total: | 85:11   |  |

| Purpose + Super Hits – Edição japonesa limitada (Relançamento) |                                                         | |                    |         |  |
| N.º                                                            | Título                                                  | Compositor(es)                                                                                       | Produtor(es)       | Duração |  |
| 22.                                                            | "Let Me Love You" (DJ Snake com part. de Justin Bieber) | Bieber William Grigahcine Ali Tamposi Brian Lee Bell Wotman                                          | DJ Snake Watt Bell | 3:25    |  |
| 23.                                                            | "Deja Vu" (Post Malone com part. de Justin Bieber)      | Bieber Austin Post Adam Feeney Anderson Hernandez Matthew Tavares Julian Swirsky Bell Kaan Gunesberk | Feeney Hernandez   | 3:54    |  |
| 24.                                                            | "What Do You Mean?" (Versão acústica)                   | Bieber Boyd Levy                                                                                     | MdL Bieber         | 3:24    |  |

## Certificações
| País (Empresa)             | Certificação | Vendas     |
| -------------------------- | ------------ | ---------- |
| Austrália (ARIA)           | 5× Platina   | 350.000+   |
| Áustria (IFPI Áustria)     | 3× Platina   | 100.000+   |
| Bélgica (BEA)              | 6× Platina   | 120.000+   |
| Brasil (ABPD)              | Diamante     | 175.000+   |
| Canadá (Music Canada) }    | 4× Platina   | 320.000+   |
| Dinamarca (IFPI Dinamarca) | 4× Platina   | 80.000+    |
| Espanha (PROMUSICAE)       | 3× Platina   | 140.000+   |
| Estados Unidos (RIAA)      | 5× Platina   | 5.000.000+ |
| Itália (FIMI)              | 2× Platina   | 70.000+    |
| México (AMPROFON)          | Diamante     | 250.000+   |
| Nova Zelândia (RMNZ)       | 5× Platina   | 120.000+   |
| Reino Unido (BPI)          | 2× Platina   | 1.200.000+ |
| Suécia (GLF)               | 3× Platina   | 60.000+    |